# Теодот
Теодот (грец. Θεόδοτος), також Федот, Феодот - чоловіче ім'я грецького походження, що походить від грецького Θεόδοτος -  "даний Богом або присвячений Богові", тому є теофорним іменем. Слов'янські відповідники імені - Богдан, Божидар. Жіноча форма імені - Теодота (Феодота, Федота).

## Іменини
За григоріанським та новоюліанським календарем:
- 1 січня, 20 лютого, 2 березня, 23 квітня, 29 квітня, 5 травня, 18 травня, 29 травня, 7 червня, 4 липня, 2 вересня, 15 вересня, 12 жовтня, 20 жовтня, 1 листопада, 3 листопада, 7 листопада[2].

За юліанським календарем:
- 14 січня, 4 березня, 15 березня, 6 травня, 12 травня, 18 травня, 31 травня, 11 червня, 20 червня, 17 липня, 15 вересня, 28 вересня, 25 жовтня, 2 листопада, 14 листопада, 16 листопада, 20 листопада.

1. ↑  Федот. sjogodni.org.ua (укр.). Процитовано 22 березня 2025.
2. ↑  Ім’я Федот: іменини та день ангела. kalendar.pp.ua. Процитовано 22 березня 2025.